# Парк австралийского солдата
Парк австралийского солдата находится в Беэр-Шеве, Израиль; он посвящён памяти австралийских полков лёгкой кавалерии, которые отвоевали город у Османской империи во время Первой мировой войны.
Парк был создан в 2008 году на большой территории и обслуживается собственной командой сотрудников. На восточном углу находится мемориальная статуя австралийского лёгкого всадника, а также документальные материалы на алюминиевых досках, написанные на трёх языках. В парке также есть зона для пикников, сады, искусственные водопады, лабиринт и большая игровая площадка под навесом, напоминающим цирковой шатёр, который защищает посетителей от палящего солнца пустыни.
Большинство игровых площадок полностью доступны для детей, пользующихся инвалидными колясками. Здесь есть горки, на которые можно подняться по пандусу для инвалидных колясок, карусель с двумя обычными скамейками и двумя закреплёнными местами для инвалидных колясок, гамак и качели, на которых можно легко покачаться, не сидя прямо и не держась за что-либо, и т. д. Парковочные места для инвалидов расположены в центре парка, гораздо ближе к объектам, чем остальные парковочные места.
Три миллиона долларов на финансирование парка были предоставлены Австралийским фондом и Фондом развития Беэр-Шевы.

## Галерея
- Доступная игровая зона в тени
- Устройство в виде ленты Мёбиуса в парке
- Детская площадка
- Путь к лабиринту